# Therese Schnabel
Therese Schnabel (Stoccarda, 14 settembre 1876 – Lugano, 30 gennaio 1959) è stata un contralto tedesco.

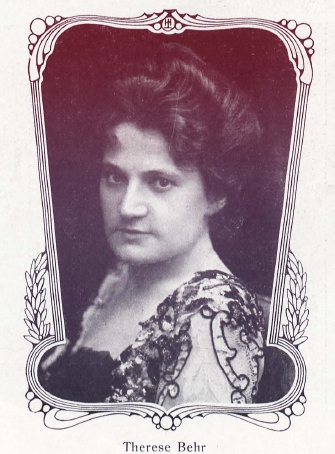
Therese Behr, 1903

Era molto nota per le sue interpretazioni di lied. Ha sposato il pianista Artur Schnabel nel 1905.

## Biografia
Nata Therese Behr a Stoccarda il 14 settembre 1876 dall'arredatore d'interni Carl Behr e sua moglie Lina Behr (nata Zenegg). Nel 1881 la famiglia si trasferì a Magonza. Il fratello di Therese Behr, il direttore d'orchestra e violinista Hermann Behr, le fece dare lezioni di musica nella vicina Francoforte sul Meno, da Julius Stockhausen; studiò con Stockhausen dal 1893 al 1995 e poi continuò a Colonia con Franz Wüllner.
Si trasferì a Berlino nel 1898 per studiare con Etelka Gerster. Nel 1900 l'allora sconosciuto pianista Artur Schnabel fu assunto per accompagnare la Behr, che aveva già avuto una carriera internazionale di successo, in una tournée di concerti nella Prussia Orientale. I due si sposarono nel 1905. Si esibivano spesso insieme ed era la fama della Behr come cantante di Lieder, e la sua insistenza sul fatto che suo marito l'accompagnasse, che attirava l'attenzione del pubblico sull'abilità di Schnabel come pianista. L'appartamento di dodici stanze degli Schnabel sulla Wielandstrasse a Berlino-Charlottenburg divenne presto un punto d'incontro per i circoli musicali berlinesi. La Behr teneva anche lezioni di canto nella loro casa.

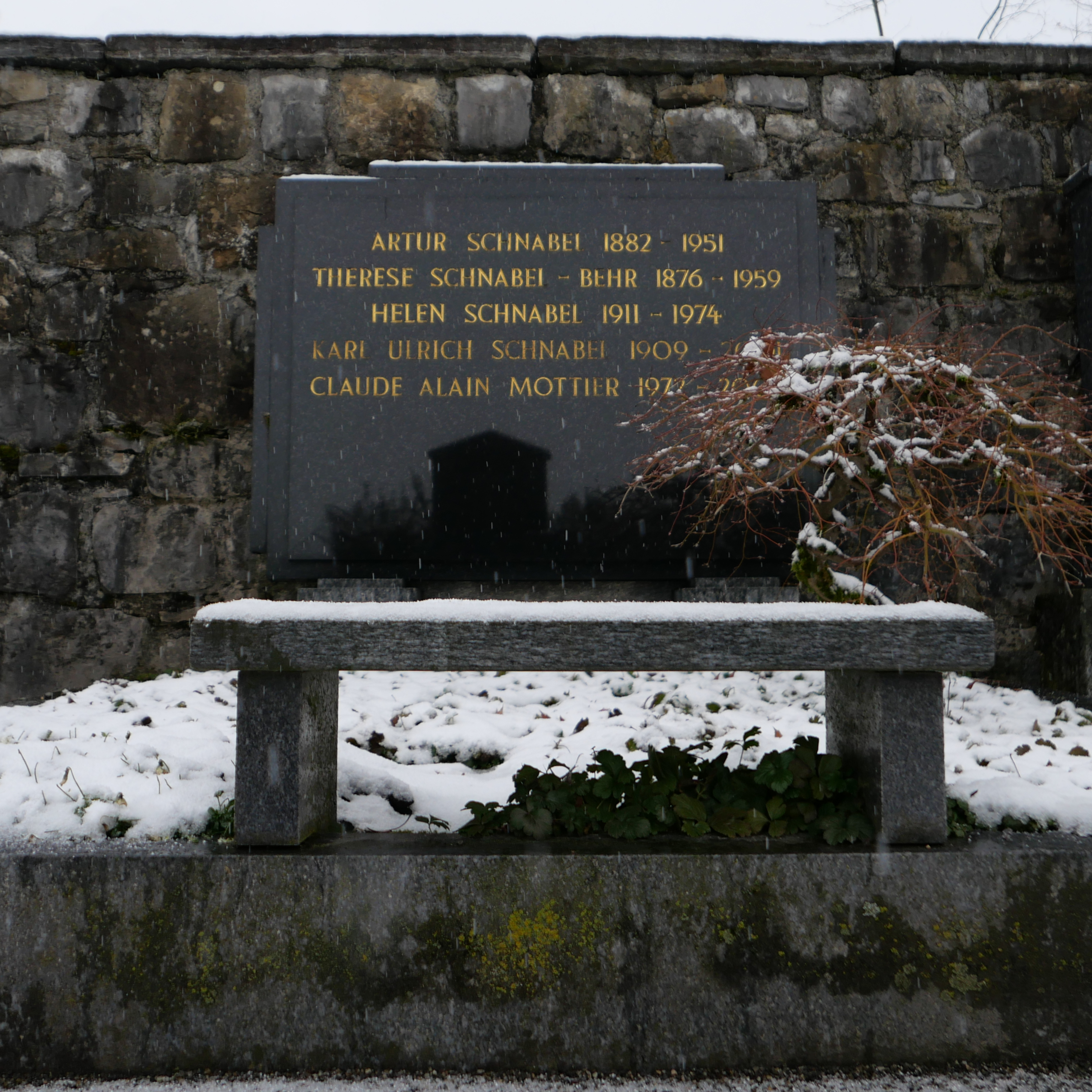
La tomba di famiglia nel gennaio 2024.

Dopo che i nazisti salirono al potere nel 1933, la Behr e Schnabel lasciarono Berlino, perché Schnabel aveva chiaramente intuito i problemi politici che sarebbero venuti. Per i successivi anni trascorsero le estati a Tremezzo, sul Lago di Como e gli inverni a Londra. Le estati a Tremezzo, durante questi anni, furono anche l'occasione per la Behr, Schnabel e il loro figlio Karl Ulrich Schnabel (1909-2001) di tenere corsi estivi. La famiglia si trasferì a New York nel 1939, dove la Behr continuò a insegnare.
La Behr tornò in Europa per la prima volta nel 1946, dopo la guerra. Da allora in poi trascorse le estati in Svizzera e in Italia. Dopo la morte di Schnabel nel 1951, tornò definitivamente a Tremezzo e vi rimase fino alla sua morte a Lugano il 30 gennaio 1959. Fu sepolta accanto al marito a Svitto, capitale dell'omonimo cantone svizzero. Anche suo figlio Karl Ulrich, sua moglie Helen, nata Fogel (1911–1974), pianista negli Stati Uniti, e il suo pronipote Claude Alain Mottier (1972–2002), anch'egli pianista, trovarono la loro morte nella tomba di lei Luogo di riposo di lei. Nel 2006 il Comune di Svitto ha dichiarato la tomba di famiglia monumento e quindi protetta in modo permanente dall'abbandono.
I documenti di Therese Behr sono conservati presso l'Archivio musicale dell'Akademie der Künste di Berlino.

### Famiglia
La Behr e Artur Schnabel ebbero due figli, il pianista Karl Ulrich Schnabel (1909-2001) e l'attore Stefan Schnabel (1912-1999). La figlia di Karl Ulrich Schnabel, Ann Schnabel Mottier, gestisce attualmente la Schnabel Music Foundation insieme al marito François Mottier.

## Carriera
Therese Behr iniziò la sua carriera di cantante come allieva di Julius Stockhausen a Francoforte sul Meno e continuò la sua educazione musicale con Franz Wüllner a Colonia. Nel 1898, all'età di 22 anni, si trasferì a Berlino per studiare con Etelka Gerster. La sua prima "esitante" apparizione nel 1897 fu seguita da un secondo debutto il 21 gennaio 1899 alla Singakademie di Berlino, accompagnata dallo studente di Liszt Alfred Reisenauer. Questa esibizione, che presentava musica di Schubert e Brahms, fu accolta molto positivamente: l'Allgemeine musikalische Zeitung dichiarò che "una vera e propria grande sacerdotessa dell'arte è sorta ancora una volta". Gli anni seguenti videro spettacoli di Lieder a Londra, Parigi, San Pietroburgo, Mosca, Budapest e Bruxelles, tra gli altri.
Nel 1903 Therese fondò il Berliner Vokalquartett (Quartetto vocale di Berlino) assieme al soprano Jeanette Grumbacher-de Jong, il tenore Ludwig Hess e il basso Arthur van Eweyk. Il quartetto era famoso per le sue esibizioni con l'orchestra di opere come Messiah di Händel e la Nona Sinfonia di Beethoven.
Il compositore e critico austriaco Wilhelm Kienzl scrisse del gruppo:
Kienzl aveva una sola lamentela:
Il primo incontro di Therese e Schnabel nel 1900 fu anche l'inizio di una collaborazione musicale permanente. I due erano noti per le loro interpretazioni dei Lieder di Schubert, Schumann e Brahms. I loro concerti sono stati descritti come un'esibizione del "gusto più sottile e raffinato"; in essi, scrisse il recensore Wilhelm Kleefeld, "la volontà più determinata si è unita all'abilità più perfetta: queste serate di Schubert, Schumann e Brahms hanno offerto a tutti i partecipanti ore di pura e genuina gioia del suono". Nell'inverno del 1909/1910 la Behr e Schnabel eseguirono il ciclo di canzoni di Schubert Die Winterreise. Il biografo di Schnabel, Saerchinger, osservò che "è stata un'impresa rischiosa per una donna cantare questo ciclo di canzoni intensamente romantico, impostato su una serie di poesie che sono palesemente sfogo di un giovane malato d'amore e che nella mente del pubblico pragmatico avrebbe richiesto la voce di un uomo". Tuttavia il concerto fu accolto con tale successo che il duo eseguì tutti i cicli di canzoni di Schubert negli anni successivi. Ripeterono questa impresa nel centenario di Schubert del 1928 in concerti che il critico Alfred Einstein descrisse come "la più alta integrazione possibile di poteri interpretativi applicati a sentimenti profondi e sinceri".
Il duo eseguì non solo opere di affermati maestri tedeschi, ma anche le stesse canzoni di Schnabel per voce e pianoforte, molte delle quali erano dedicate a sua moglie.
Dopo la nascita dei suoi figli Therese apparve in pubblico meno frequentemente, accompagnata quasi sempre dal marito e, più tardi, da suo figlio Karl Ulrich Schnabel.
La Behr ha insegnato durante la sua vita. Tra i suoi studenti figurano Doda Conrad, Tilla Durieux, Eva Leßmann, Hilde Ellger, Gertrud Hindemith, Sabine Kalter, Lotte Leonard, Peter Pears, Maria Stader, Erika Stiedry-Wagner, Mary Simmons e Randolph Symonette.

## Reputazione
La Behr era molto nota per la sua ricca voce e il suo "istintivo senso del fraseggio e dell'enfasi". Wilhelm Kienzl scrisse che "trattava il suo mezzosoprano morbido e ben bilanciato [sic] con raffinatezza artistica". La sua voce ispirò Richard Strauss a comporre la sua canzone Traum durch die Dämmerung (1895) per lei.
Oltre ad essere famosa come interprete di lied fu anche acclamata come solista con orchestra; la sua carriera iniziale vide esibizioni con i direttori Arthur Nikisch, Felix Weingartner e Richard Strauss. Lo scrittore britannico e amico della famiglia Edward Crankshaw scrisse: "Non ci sono molte persone che hanno la minima idea della meravigliosa musicalità di Therese Behr Schnabel, ... o del debito che suo marito aveva nei suoi confronti. Lei era più anziana di lui di parecchi anni e fu lei che, dopo i suoi giorni da bambino prodigio, lo impose al pubblico tedesco insistendo per apparire come la sua accompagnatrice. Aveva il tatto musicale più infallibile di chiunque io abbia mai conosciuto e questo veniva fuori dal suo canto anche quando non aveva più voce".

## Discografia
L'unica registrazione della Behr dall'apice della sua carriera è una registrazione acustica privata del 1904:
- Etichetta Symposium CD 1356

Esistono alcune altre registrazioni degli anni '30; queste registrazioni sono state fatte ben oltre il massimo fulgore della carriera di Behr:
- The Schnabels: Un'eredità musicale, registrazioni storiche perse e inedite. Mozart, Schumann, Schubert, C.P.E. Bach, J.S. Bach, Mendelssohn, Paradisi. (CD: TownHall Records THCD74A-B)

- Schubert e Schnabel - Una registrazione storica, Volume IV. (New York: Arabesque Records, 1987)